# Southern Literary Messenger

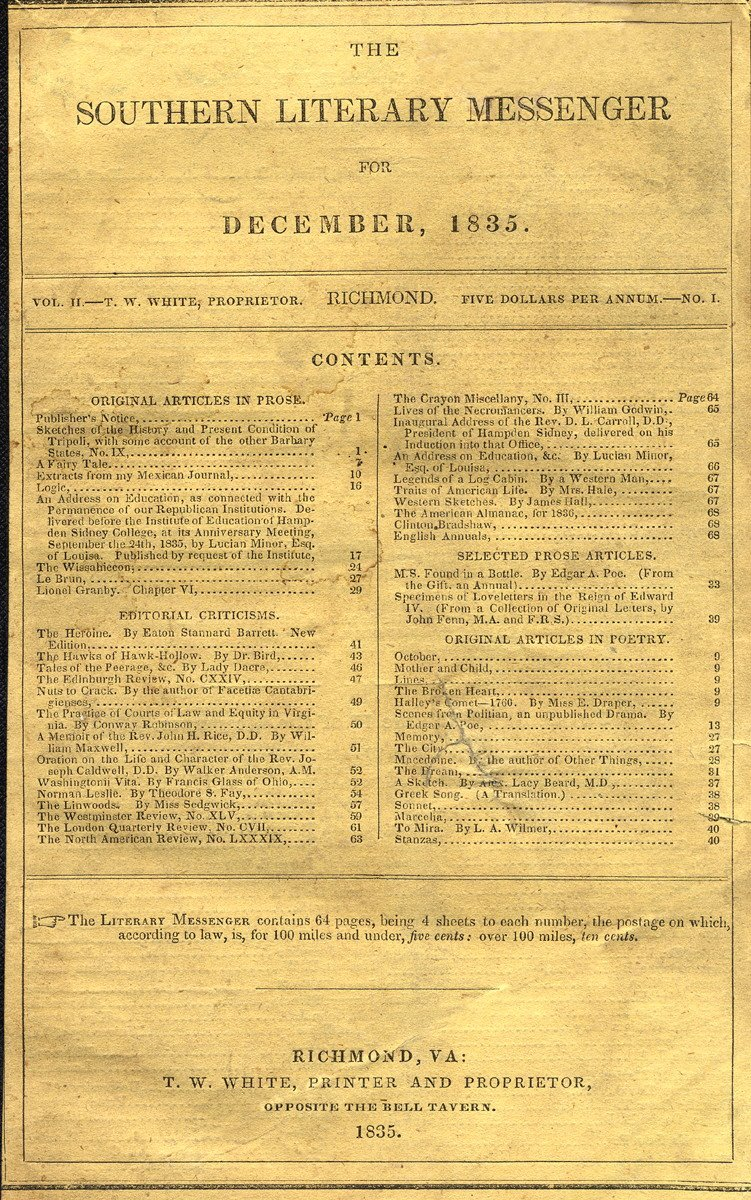
Número de diciembre de 1835 del Southern Literary Messenger, en que aparecieron las obras de Edgar Allan Poe «Manuscrito hallado en una botella» y «Politian».

El Southern Literary Messenger fue una revista literaria publicada en la ciudad de Richmond, Virginia, Estados Unidos, a partir de 1834 hasta junio de 1864. Cada ejemplar llevaba el subtítulo de: «Dedicado a todos los ámbitos de la literatura y las artes», o alguna variación del mismo, y recogió poesía, narrativa, ensayos, críticas y notas históricas. Fue fundado por Thomas Willis White, quien actuó como editor y redactor ocasional hasta su muerte, en 1843.
White contrató al luego famoso escritor Edgar Allan Poe en 1835, como redactor y crítico. Otras personas conocidas involucradas en el periódico fueron Matthew Fontaine Maury y el pariente de Maury, Benjamin Blake Minor. La publicación cerró sus puertas en junio de 1864, en parte debido a la participación de Richmond en la guerra civil estadounidense.

## Historia
El Southern Literary Messenger apareció por primera vez en agosto de 1834, con Thomas Willis White como director. En la edición inaugural Willis declaró que su objetivo era «estimular el orgullo y el genio del sur, y despertar de su largo letargo al ímpetu literario de esta parte de nuestro país». Este comentario fue en referencia al hecho de que en aquella época la mayor parte de las revistas se publicaban en ciudades como Boston, Nueva York y Filadelfia.
Edgar Allan Poe trabajó como redactor por un tiempo (véase sección más adelante). Después de su partida, White reanudó su labor editorial antes de contratar al teniente del ejército Matthew Fontaine Maury como editor, labor que éste desempeñó desde 1840 hasta 1843. A la muerte de White, en 1843, Benjamin Blake Minor se ocupó del trabajo de director y editor, entre agosto de 1843 y octubre de 1847.
La pérdida de colaboradores y de suscripciones llevó al cierre de la publicación en junio de 1864. Según se explicó en el último número, la prensa en Richmond (y la ciudad en general) habían sucumbido al desastre y el caos debido a la guerra civil estadounidense.

### Directores
- James E. Heath
- Edward Vernon Sparhawk
- Edgar Allan Poe
- Teniente Matthew Fontaine Maury, U. S. N.
- Benjamin Blake Minor
- John Reuben Thompson (1823-1873), editor y propietario de 1847 a 1860
- Dr. George William Bagby

## Contenido
En esta publicación aparecieron poemas, obras de ficción, ensayos, traducciones, reseñas críticas, artículos jurídicos y notas históricas sobre el estado de Virginia. Cada número llevaba el subtítulo «Dedicado a todos los ámbitos de la literatura y las artes» o alguna variación del mismo. La revista se publicaba aproximadamente cada mes, y en un principio las suscripciones correspondían en su mayoría a lectores del norte del país, pero fue captando a lectores sureños a medida que éstos se prodigaban más como colaboradores en la revista, como se comenta en un número de 1840 del Messenger. James E. Heath, primer editor del Southern Literary Messenger, escribió: 

Hemos recibido más muestras de cortesía por parte de nuestros amigos del Norte y del Este, fuera de los límites de nuestro Estado, que de nuestros hermanos del Sur. Pero no lo decimos con ánimo de reproche, sino con cierta convicción un poco triste del ánimo: que nosotros que vivimos en el lado soleado de la línea Mason y Dixon no estamos aún suficientemente inspirados por el sentido de la necesidad de imponer nuestros justos derechos, o de ocupar un lugar de representación adecuada en la República de las Letras.

En febrero de 1861, el Messenger defendió el movimiento de secesión mediante la publicación de un artículo de William H. Holcombe, médico, titulado «La alternativa: una nacionalidad separada, o la africanización del Sur».

## Participación de Edgar Allan Poe

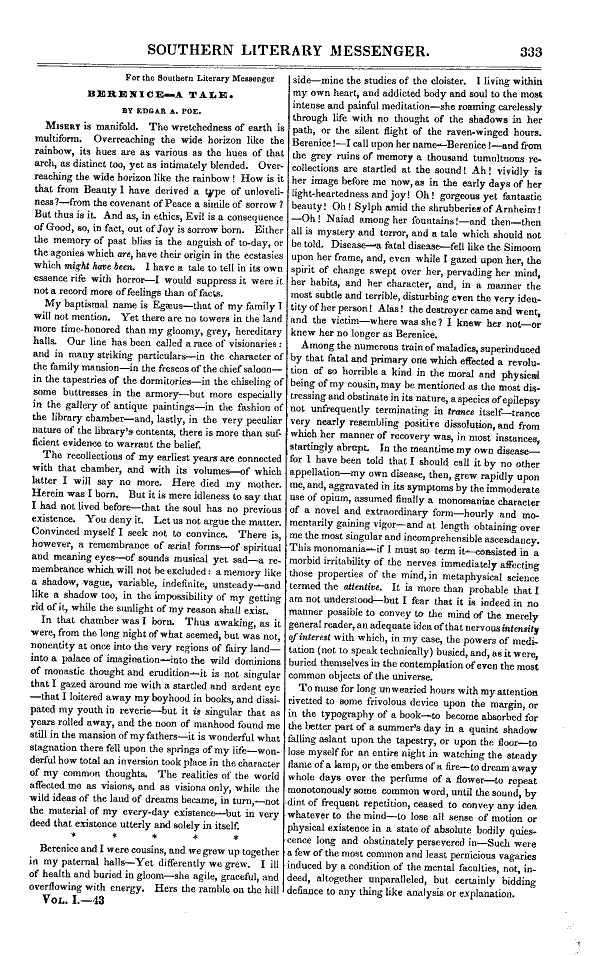
«Berenice» de Edgar Allan Poe publicada en el Southern Literary Messenger, en marzo de 1835

Poe fue contratado como escritor y crítico en agosto de 1835, posiblemente debido a una recomendación a White por parte de un admirador de Poe, John Pendleton Kennedy.
Apenas un mes más tarde, White lanzó reproches al escritor, al parecer por su afición a la bebida, pero volvió a contratarlo en octubre. En diciembre, Poe se convirtió en redactor fijo de la revista. Mientras trabajaba para el Messenger, Poe publicó 37 reseñas de libros estadounidenses y extranjeros, además de otros muchos escritos, consolidando su posición como crítico de primer orden en su país.
Poe estaba orgulloso de sus logros en la revista y pudo haber contribuido decisivamente a un gran aumento en el número de suscriptores. En una carta, años después (1844), Poe escribió que él comenzó a trabajar en la revista cuando el Messenger contaba con unos 700 abonados, y que cuando la abandonó había 5500 suscriptores de pago.
Además de las críticas, Poe publicó numerosas primeras impresiones de sus obras, como los luego famosos relatos «Berenice» y «Morella» y, por entregas, su única novela, La narración de Arthur Gordon Pym de Nantucket. Se retiró de la revista tras el número de enero de 1837, pero aún contribuiría en ella ocasionalmente, incluso después de la muerte de White.